# 街の旋風児
『街の旋風児』（まちのせんぷうじ）は1932年に日本で制作されたサイレント映画。東活映画社製作。

## スタッフ
- 監督 : 大江秀夫
- 脚本 : 隼秀人
- 原作 : 隼秀人
- 撮影 : 柾木四平

## キャスト
- 隼秀人
- 宮城直枝